# GoonRock
GoonRock, nome d'arte di David Jamahl Listenbee (Princeton, 18 aprile 1975), è un produttore discografico, paroliere e disc jockey statunitense, famoso per le collaborazioni con i LMFAO, con Fergie, con Jennifer Lopez e con Nicki Minaj.
Nel 2009 inizia la collaborazione con i LMFAO con i quali nel 2011 scriverà e eseguirà il loro più grande successo Party Rock Anthem. Con i LMFAO canterà in Best Night, in We Came Here to Party e in Party Rock Anthem.
Nel 2012 scrive e produce Goin' In di Jennifer Lopez. Sempre nel 2012 canta I'm That Chick con gli Enur e Nicki Minaj.
Nel 2013 scrive e canta insieme a Fergie e Q-Tip A Little Party Never Killed Nobody, che farà parte della colonna sonora del film Il grande Gatsby.